# Završje Netretićko
Završje Netretićko – wieś w Chorwacji, w żupanii karlowackiej, w gminie Netretić. W 2011 roku liczyła 77 mieszkańców.